# Ксеноархеология

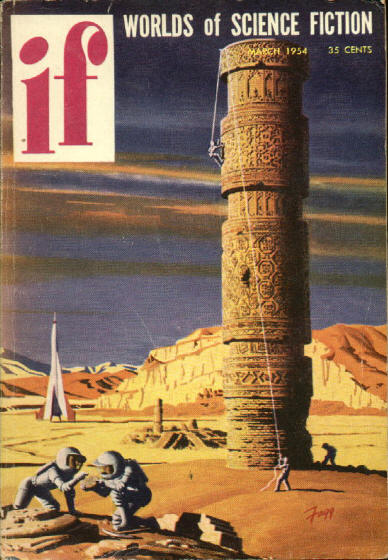
Ксеноархеологи, обложка журнала «If, март 1954

Ксеноархеология — гипотетический раздел археологии, связанный с артефактами прошлого инопланетных цивилизаций (но необязательно вымерших). Они могут быть найдены на планетах или спутниках, в космосе, астероидных поясах, поясах Койпера, орбитах планет или точках Лагранжа.
В настоящее время ксеноархеология — лишь гипотетическая наука, фигурирующая в основном в научно-фантастических работах (яркий пример — «Вавилон-5») и не практикуемая большинством археологов. Хотя некоторые теории инопланетной археологии существуют, и было сделано несколько попыток поиска внеземных структур в точках Лагранжа нашей солнечной системы, большинство серьёзных археологических работ избегают этого.

## Происхождение названия
Название происходит от греческого слова ксенос (ξένος), означающего 'незнакомый' и «археология» — «изучение древних».
Ксеноархеологию иногда называют экзоархеологией, хотя существуют аргументы, что префикс экзо- более корректно применять для изучения человеческой (или древнечеловеческой, как это иногда показывается в сериалах подобных, например, «Звёздным вратам») деятельности в космосе.
Планетарное SETI имеет дело с поиском внеземных структур на поверхности небесных тел в Солнечной системе и, со временем и по возможности, в др. звёздных системах.

## Мотивация поисков
Возможно, что из-за огромного расстояния между звёздами любое открытое свидетельство существования внеземного разума, будь то артефакт или электромагнитный сигнал, может происходить от давно исчезнувшей цивилизации. Поэтому весь проект SETI может быть формой ксеноархеологии.
Вики Уэльшь предлагает использовать при поиске артефактов принцип заурядности и уравнение Дрейка. Оно предполагает, что теоретические и умозрительные области археологии созданы для проверки необычных гипотез и пригодятся для времени, когда инопланетные артефакты будут доступны для исследования.
«Возможно создать абстрактную археологию, которая может быть протестирована на Земле и после этого за пределами нашей планеты.» То есть опыт археологических исследований (в том числе раскопок) можно распространить и за пределы Земли.

## История
Следы происхождения этой области науки можно найти в ранних теориях конца XIX века о гипотетической марсианской цивилизации, основывающихся на наблюдениях Марса. Эти теории были главным образом вдохновлены неправильным переводом высказывания[какого?] Джованни Скиапарелли.
В 1997 году на конференции Группы Теоретической Археологии проводилось заседание «археология и научная фантастика».
В 2004 году на ежегодной встрече Американской Антропологической Ассоциации проводилось заседание «Антропология, Археология, Межзвездная Коммуникация».

## ПланетарноеSETI
Планетарное SETI связано с поиском внеземных структур на поверхности небесных тел в Солнечной системе. Общество Планетарного SETI — это свободная организация исследователей, заинтересованных этой областью. (Но после выхода людей Земли за пределы Солнечной системы Планетарному SETI, естественно, придётся искать артефакты иных цивилизаций и на планетах в др. звёздных системах.)

## ЗондSETI, или SETA
В этой области было проведено множество исследований и написано множество работ. Некоторые исследователи (последователи Рональда Брейсвелла) проводили[когда?] поиски внеземного зонда в Солнечной системе. Роберт Фрайтас, Кристофер Роуз и Грегори Райт предполагали, что межзвёздный зонд более энергетически эффективное средство коммуникации, чем электромагнитные послания. Если это так, то этот зонд может быть найден обычными радио или оптическими поисками.
Фрайтасом и Валдесом проводились[когда?] безуспешные поиски на основе гипотезы, что либрационная орбита между Землёй и Луной или Солнцем и Землёй может служить удобным местом для размещения автоматических внеземных зондов.

## SETI Дайсона
В своей работе 1960 года Фримен Дайсон предложил идею сферы Дайсона — внеземного артефакта, который можно наблюдать и исследовать на межзвёздном расстоянии. После выхода работы было проведено несколько попыток её поиска. В работе 2005 года Люк Арнольд предложил средство поиска меньших, хотя всё ещё мегамасштабных артефактов по их отличительной сигнатуре искривления света.

## В научно-фантастических работах
Ксеноархеология — частая тема в научной фантастике. Часто работы имеют дело с исследованием таинственных внеземных артефактов.
В отечественной фантастике заметное место ксеноархеология занимает в Мире Полудня Аркадия и Бориса Стругацких. Эта дисциплина называется «астроархеология», а её адепты работают в специальной организации Следопытов. Символ Следопытов — семигранная гайка.

### Романы
- Врата — Фредерик Пол
- 2001: Космическая одиссея — Артур Кларк
- Рандеву с Рамой — Артур Кларк
- Путешествие Космического Бигля — Альфред Ван Вогт
- Сломанные ангелы — Ричард Могран
- Пространство откровения — Аластер Рейнольдс
- Двигая лёд — Аластер Рейнольдс
- Хребты Безумия — Говард Лавкрафт
- Двигатели бога — Джек Макдевит
- Послание Геркулеса — Джек Макдевит
- Вселенная Наследия — Чарльз Шеффилд
- Пришествие ночи (трилогия) — Питер Гамильтон
- Саргассы космоса — Андре Нортон
- Сага Семи Солнц — Кевин Андерсон
- Колодец душ — Джек Чалкер
- Наследие — Джеймс Шмиц
- Известный космос — Ларри Нивен
- Без пощады — Александр Зорич
- Гиперион — Дэн Симмонс
- Колодец — Алан Дин Фостер

### Рассказы
- Страж — Артур Кларк
- Многоязыковой — Бим Пайпер
- Золотые реснички — Стивен Бакстер

### Компьютерные и видеоигры
- Alien Legacy
- Star Trek: A Final Unity
- RAMA (основана на романе Артура Кларка)
- Freelancer
- Wing Commander: Privateer
- The Dig
- Doom 3
- Halo 3
- Star Wars: Knights of the Old Republic
- Mass Effect
- Homeworld 2
- Freespace
- Star Control
- Dead Space 3
- Martian Gothic: Unification
- Space Station 13
- Stellaris

### Фильмы
- Звёздные врата
- Doom
- Чужой
- Запретная планета

### Сериалы
- Звездный путь
- Звёздные врата
- Вавилон-5
- Доктор Кто